# 한국양곡가공협회
한국양곡가공협회는 양곡가공업의 획기적인 발전과 국가식량 증산시책에 기여함을 목적으로 1966년 7월 11일 설립된 대한민국 농림수산식품부 소관의 사단법인이다. 사무실은 대전광역시 동구 가양2동 416-1에 있다.

## 주요 사업
- 회원의 사업경영체에 관한 시설개선 및 경영지도
- 회원의 복리후생사업 및 업무대행
- 회원의 권익보장을 위한 정부의 양곡정책에 관한 건의
- 양곡가공의 기술과 시설의 연구 및 교육지도
- 정부에서 위탁하는 사업
- 본회의 목적사업을 위해 필요한 사업 및 동 부대사업